# Barranco del Agua (Güímar)
El barranco del Agua, también conocido como barranco del Río de Güímar,[cita requerida] es un barranco situado en el sureste de la isla de Tenerife −Canarias, España−, enmarcado dentro del término municipal de Güímar.

## Geografía
El barranco se ubica en el valle de Güímar, teniendo su nacimiento a 2347 m s. n. m. en la Cordillera Dorsal de la isla, bajo la montaña de los Pozos de Izaña. Desemboca en la playa del Cabezo, en la población de Puertito de Güímar, después de recorrer unos catorce kilómetros.
La parte superior del cauce se encuentra dentro de los espacios naturales protegidos del parque natural de la Corona Forestal y del Paisaje Protegido de las Siete Lomas.
Sus principales afluentes son el barranco de Badajoz y el barranco Chiñico.

## Explotación humana
El barranco atraviesa el municipio de Güímar, separando las localidades de Guaza del propio casco urbano de Güímar. Hacia su tramo final pasa por una zona de invernaderos agrícolas y por debajo de la autopista del Sur de Tenerife.
En una ladera del barranco se encuentra la antigua central hidroeléctrica denominada «La Hidro», Bien de Interés Cultural con categoría de Sitio Histórico.